# L'Islet
L'Islet è un comune del Canada, situato nella provincia del Québec, nella regione di Chaudière-Appalaches.